# Teresa & Maria
A Teresa & Maria (magyarul: Terézia és Mária) az ukrán Alyona Alyona és Jerry Heil dala, mellyel Ukrajnát képviselték a 2024-es Eurovíziós Dalfesztiválon Malmőben. A dal 2024. február 4-én, a ukrán nemzeti döntőben, a Vidbirben megszerzett győzelemmel érdemelte ki a dalversenyen való indulás jogát.

## Eurovíziós Dalfesztivál
2023. november 17-én vált hivatalossá, hogy a két énekesnő közös dala is bekerült a Vidbir nemzeti döntő mezőnyébe. A dal február 4-én megnyerte a dalválasztó műsort, ahol a szakmai zsűri, valamint a nézői szavazatok együttese alakította ki a végeredményt. Az ítészeknél a második, míg a közönség listáján az első helyet érték el, ezzel összesítésben megnyerték a versenyt, így ezzel a dallal képviselhették Ukrajnát az Eurovíziós Dalfesztiválon.
A dalt először a május 7-én rendezendő első elődöntőben fellépési sorrendben ötödikként adták elő, az Egyesült Királyságot képviselő Olly Alexander Dizzy című dala után és a Lengyelországot képviselő Luna The Tower című dala előtt. Az elődöntőből második helyezettként továbbjutottak a május 11-i döntőbe, ahol fellépési sorrendben másodikként léptek fel, a Svédországot képviselő Marcus & Martinus Unforgettable című dala után és a Németországot képviselő Isaak Always on the Run című dala előtt. A zsűri szavazáson az ötödik helyen végeztek 146 ponttal (Csehországtól és Moldovától maximális pontot kaptak), míg a nézői szavazáson a harmadik helyen végeztek 307 ponttal (Csehországtól, Észtországtól, Grúziáról, Lengyelországtól, Litvániától, Máltától és Moldovától maximális pontot kaptak), így összesítésben 453 ponttal a verseny harmadik helyezettjei lettek.
A következő ukrán induló a Ziferblat Bird of Pray című dala volt a 2025-ös Eurovíziós Dalfesztiválon.

## Galéria

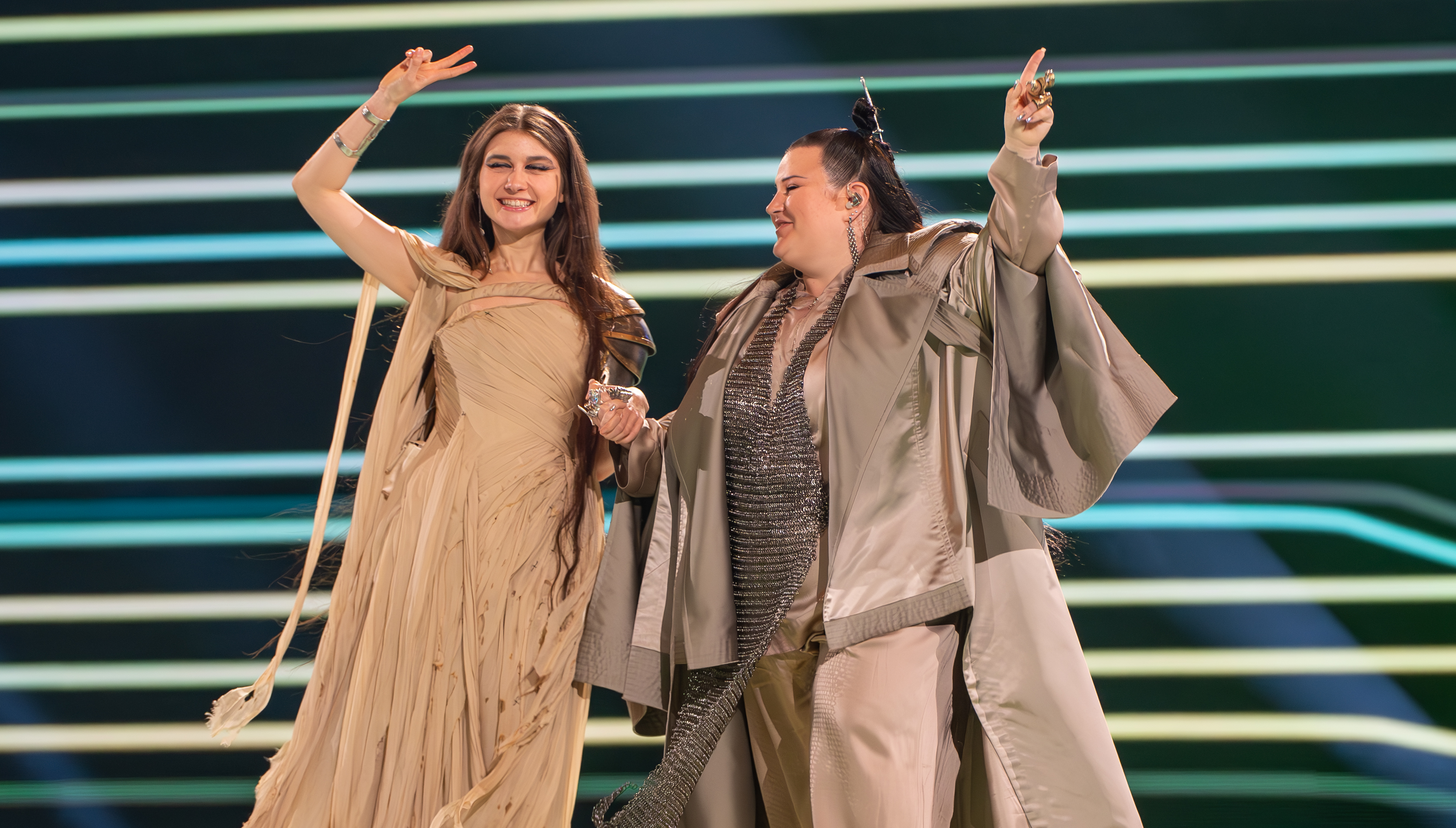
A döntő bevonulásán
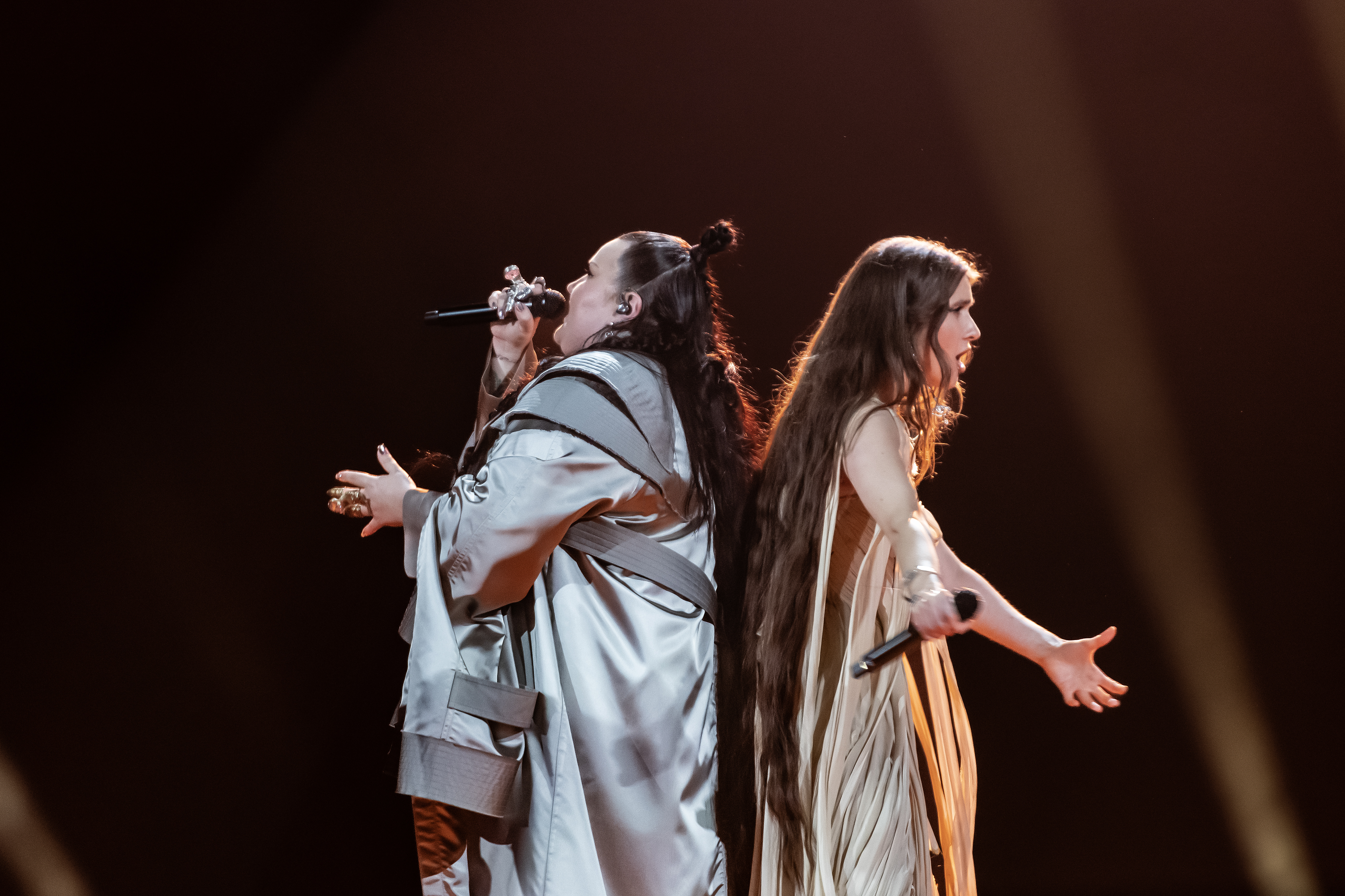
A döntőben